# NGC 6510
NGC 6510 este o galaxie situată în constelația Dragonul. A fost descoperită în 9 octombrie 1884 de către Lewis A. Swift.